# Zwanowice

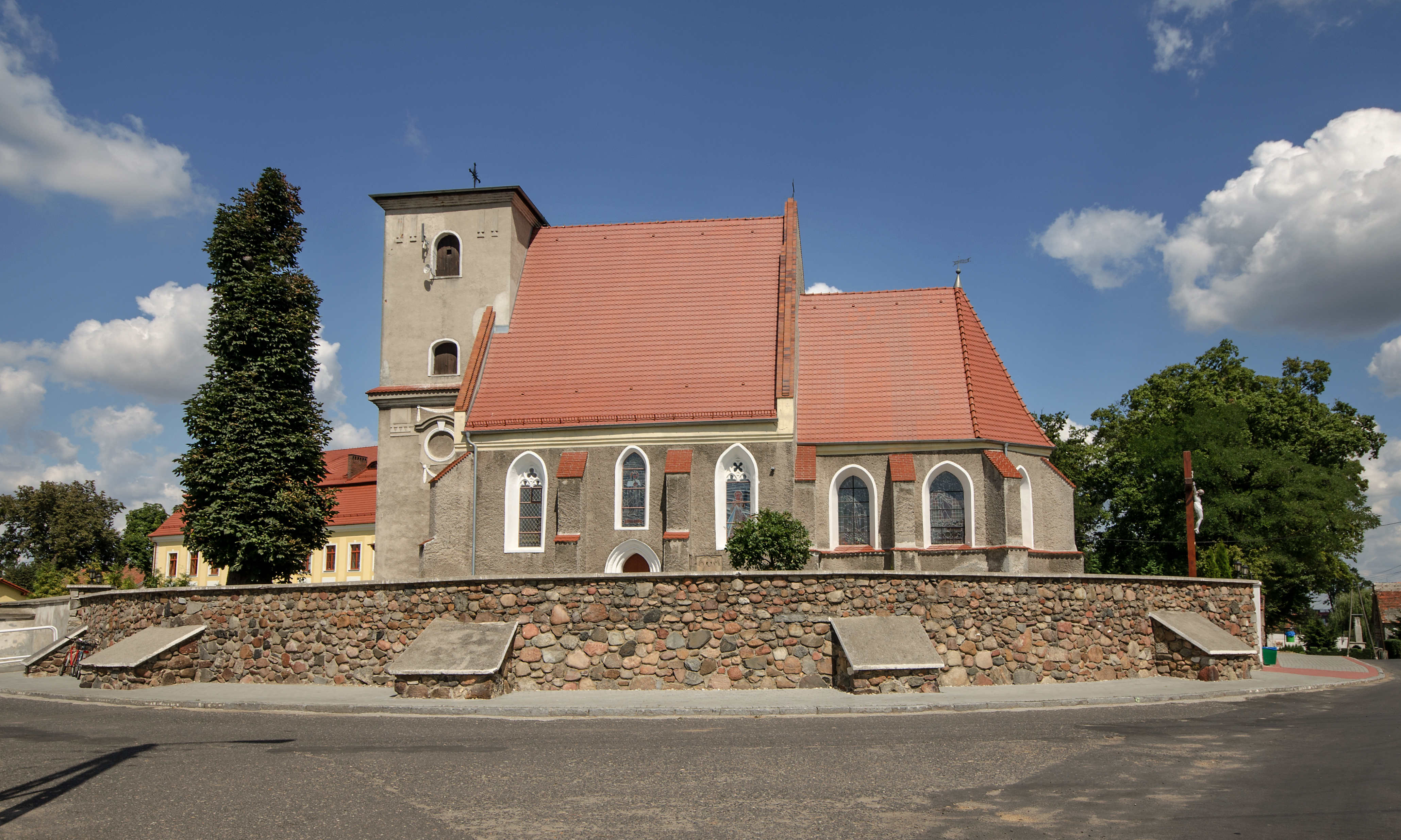
Kyrka i Zwanowice.

Zwanowice (tyska: Schwanowitz) är en by i det administrativa distriktet Gmina Skarbimierz i Opole vojvodskap i södra Polen. Byn är belägen 9 km sydost om Brzeg.